# Lawn Gnome Beach Party of Terror
«Lawn Gnome Beach Party of Terror» (с англ. — «Убойная вечеринка, или гномы возвращаются») — эпизод 2b  первого сезона мультсериала Финес и Ферб.

## Сюжет
Из-за поразительно сильной жары в Дэнвилле, Финес и Ферб отдыхают в своём заднем дворе. В конечном счёте, они решают построить пляж в своём заднем дворе, чтобы досадить утреннему радио диджею. Их сестра Кендэс хочет застукать их, но она видит только их начальный проект маленькой песочницы с водой и ей становится всё равно. Некоторое время спустя они успешно строят полномасштабный пляж, на который все по соседству, включая Изабеллу, и гёрлскаутов идут, чтобы загорать, купаться и наслаждаться. Кэндэс видит это и ещё раз собирается застукать их. Но её настрой меняется, когда она узнает, что Джереми приедет на пляж, чтобы заняться сёрфингом. Она находит удовольствие на пляже, будучи коронованной «Королевой пляжа». После безупречной работы Кэндэс получает внимание Джереми.
Тем временем Перри исследуют недавнюю пропажу садовых гномов, виновный в которой Доктор Фуфелшмертц. Перри вошёл в логово Фуфелшмертца и был немедленно захвачен, Фуфелшмертц объясняет через видео, что его семья была бедной во время его юности. Полагая, что семья не защищена, отец Фуфелшмертца вынудил своего сына одеться садовым гномом и стоять перед их садом весь день. Когда юный Фуфелшмертц, будучи садовым гномом, хотел что-то сделать, ему говорили: "Nicht bewegen!"(Не двигаться!). Перри скоро убегает из своей ловушки, и начинает драться с доктором, который неосторожно задевает машину, заставляя всех гномов сбиваться.
Все гномы из машины вылетают и попадают на пляж, заставляя его разрушаться. Кэндэс не понимает это, поскольку она пытается убедить свою мать не входить и не разрушать её хорошее времяпровождение, когда она пытается оправдать существование пляжа, она открывает дверь и находит только их нормальный задний двор. Кэндэс подавлена, но мальчики находят день успешным.

## Производство
Серия была придумана создателями Финеса и Ферба Дэном Повенмайром и Джеффом «Болото» Марш, они сотрудничали с Бобби Гейлором и Мартином Олсоном, чтобы сочинить подлинник. Повенмайр также продолжил бы обеспечивать руководство, основанное на телеспектакле . Серия была первоначально передана как второй из двух специальных предварительных просмотров серий на канале Дисней 28 сентября 2007 года, в 22:45, Североамериканское восточное / Тихоокеанское время.
Канал Дисней выпустил пресс-релиз для эпизода 19 сентября 2007 года. Объявление содержало резюме побочного сюжета, которое не появлялся в заключительных титрах эпизода. Сюжет титров детализировал отца мальчиков, Лоренса, который в своих интересах искал редкую пробку. При этом Лоренс создает связь с другом мальчиков Балджитом, который является также коллекционером таких редких новинок. Актёр Винсент Мартелла, который озвучивает Финеса, назвал серию основной работой над сериями.
Серия стала доступна на DVD «Финес и Ферб: Скорость и Финес» в 2008 году, наряду с сериями первого сезона «One Good Scare Ought to Do It!», «The Fast and the Phineas», «Are You My Mummy?», «Flop Starz», «Raging Bully», «Lights! Candace! Action!» и «It's About Time!» . Бонус на DVD состоял из игры, основанной на этой серии под названием «Whack-A-Gnome». Официальный саундтрек мультсериала вышел в 2009 году, он содержал песни из первого сезона включая песню из этой серии.

## Критика
Серия получила положительные обзоры от телекритиков. Несколько критиков похвалили уникальное и неясное название; В комментариях на DVD Дэвид Корнелиус написал, что серия выигрывает главные пункты удивительности. На этом же DVD в комментариях Джим Томас заметил, что никакое описание не могло отдать должное названию . Джеймс Плэт рассмотрел прошлое Фуфелшмертца, когда он был садовым гномом, как очаровательно искривлённый юмор Повенмайра и Марша. Однако Ed Liu of Toon Zone назвал эту и предыдущие серии слишком безумными.
Реакция поклонников эпизода была значительно положительна, и песню «Пляж на заднем дворе» считали в числе популярных. В голосовании для серии «Phineas and Ferb's Musical Cliptastic Countdown» песня Пляж на заднем дворе заняла 2 место.